# 德国自然保护联盟
德国自然保护联盟(Naturschutzbund Deutschland，简称NABU) 是一个国际性的非政府组织，致力于环境保护，具体任务是保护河流、森林及动物种群。
纳布由总部，州、地方分部，直至单个的团体构成。纳布的青少年机构德国自然保护青年团，NAJU，也积极参与各项工作，是德国最活跃的青年团体之一。德国自然保护青年团每年都会举行一次名为“体验春天”的活动。
纳布总会有超过30个义务的专家小组和工作小组致力于专门的主题。主题涉及单一物种，如昆虫或鸟类，土地使用，如“森林与荒野”，“绿色水果”,以及环境政治的主题，如“交通”或“垃圾”，“能源”和“化学”。总会国际专家小组在中亚，高加索，非洲开展了大量活动，候鸟保护，如意大利南部墨西拿海峡的食肉鸟。他们专门针对蝙蝠保护，绿色水果，昆虫学，真菌研究出版专业杂志，并提供大量的相关服务。
1971年以来，纳布每年选出年度鸟。纳布是Birdlife International（页面存档备份，存于）的合作组织。

## 历史
纳布的前身鸟类保护联盟1899年由Lina Hähnle在斯图加特成立，这个协会在1938到1945年之间更名为"帝国鸟类保护协会"。自1946年起在Hermann Hähnle的领导下鸟类保护协会得到了重建。1965年鸟类保护协会更名为德国鸟类保护协会(DBV)。1990年与前民主德国的分部合并，并更名为德国自然保护联盟。

## 经济状况
自2004年底联盟共有393.912个成员(比2002年增张10%)，总协会收到的会费、捐款、遗产、赔偿等共计169万欧元（比2002年下降了6.8%），其中不包括各地分会的收入，总收入约1800万。自有资本比例为53.9%(2002年为47.8%)。

## 链接
- NABU （页面存档备份，存于）-官方网站